# Lista de membros da Royal Society eleitos em 1910
Esta é uma lista de Membros da Royal Society eleitos em 1910.

## Fellows
1. August Weismann (1834–1914)
2. Paul Ehrlich (1854–1915)
3. Henry George Plimmer (1856–1918)
4. Bertram Hopkinson (1874–1918)
5. John Allen Harker[2] (1870–1923)
6. Sir William Boog Leishman (1865–1926)
7. Gilbert Charles Bourne[3] (1861–1933)
8. Frederick Augustus Dixey[4] (1855–1935)
9. Sir Archibald Garrod[5] (1857–1936)
10. Louis Napoleon George Filon[6] (1875–1937)
11. Arthur Philemon Coleman[7] (1852–1939)
12. Alfred Fowler[8] (1868–1940)
13. Arthur Lapworth[9] (1872–1941)
14. Sir Joseph Barcroft[10] (1872–1947)
15. Godfrey Harold Hardy[11] (1877–1947)
16. John Theodore Hewitt[12] (1868–1954)
17. Frederick Soddy[13] (1877–1956)

## Foreign Members (ForMemRS)
1. Svante Arrhenius (1859–1927) ForMemRS
2. Jean-Baptiste Édouard Bornet (1828–1911) ForMemRS
3. Vito Volterra[14] (1860–1940) ForMemRS
4. August Weismann (1834–1914) ForMemRS